# William Friedkin
William David Friedkin (ur. 29 sierpnia 1935 w Chicago, zm. 7 sierpnia 2023 w Los Angeles) – amerykański reżyser, producent filmowy i scenarzysta, ściśle utożsamiany z ruchem „Nowe Hollywood” lat 70. XX wieku.
Rozpoczynając karierę od filmów dokumentalnych na początku lat 60. XX wieku, wyreżyserował dreszczowiec kryminalny Francuski łącznik (1971), który zdobył pięć Oscarów, w tym za najlepszy film, najlepszy scenariusz adaptowany i najlepszą reżyserię, oraz horror o zjawiskach nadprzyrodzonych Egzorcysta (1973), za który otrzymał Złoty Glob dla najlepszego reżysera i nominację do Oscara dla najlepszego reżysera.
14 sierpnia 1997 otrzymał własną gwiazdę w Alei Gwiazd w Los Angeles znajdującą się przy 6925 Hollywood Boulevard.

## Życiorys

### Wczesne lata
Urodził się w Chicago w stanie Illinois. W 1953 ukończył Senn High School, gdzie nie był zbyt dobrym uczniem, ale grał w koszykówkę na tyle dobrze, że mógł rozważyć przejście na zawodowstwo. Jednak chciał zmienić ścieżkę kariery na dziennikarstwo. Jako nastolatek zaczął chodzić do kina, gdzie oglądał m.in. Widmo, Cenę strachu i Psychozę. W 1960, w wieku 25 lat po obejrzeniu Obywatela Kane’a Orsona Wellesa, podjął decyzję o karierze filmowca.

### Kariera
Początkowo reżyserował na potrzeby telewizji. W 1962 zrealizował telewizyjny film dokumentalny The People vs. Paul Crump o więźniu Paulu Crumpie, który siedział w celi śmierci za rozbój i morderstwo, a zyskał międzynarodowy rozgłos i został zwolniony warunkowo po napisaniu powieści Burn, Killer, Burn. W 1965 był reżyserem jednego z odcinków serialu NBC Spotkanie z Alfredem Hitchcockiem (The Alfred Hitchcock Hour) – pt. „Off Season”, sygnowanego przez Alfreda Hitchcocka. W 1967 zadebiutował w kinie komedią Dobre czasy (Good Times) z udziałem Sonny’ego Bono i Cher. Jego najgłośniejsze dzieła powstały w pierwszej połowie lat 70. W 1971 nakręcił obsypanego Oscarami Francuskiego łącznika (sam otrzymał statuetkę dla najlepszego reżysera), a w 1973 powstał Egzorcysta, jeden z najlepszych horrorów w historii kina. Żaden z jego kolejnych filmów nie dorównał klasą wymienionym arcydziełom.
W 1981 na Broadwayu reżyserował spektakl Duet dla jednego z udziałem Anne Bancroft i Maxa von Sydowa.
Jego dramat kryminalny Zadanie specjalne (1980) z Alem Pacino po premierze został źle przyjęty przez krytyków i zdobył dwie nominacje do Złotej Maliny: dla najgorszego reżysera i najgorszego scenariusza. Produkcja wywołała kontrowersje wśród protestujących na rzecz praw gejów. Kolejne realizacje to: Żyć i umrzeć w Los Angeles (1985), Jade (1995), Regulamin zabijania (2000) i Zabójczy Joe (Killer Joe, 2011) z Matthew McConaugheyem i Giną Gershon.
Zmarł 7 sierpnia 2023 w swoim domu w Bel Air w Los Angeles w Kalifornii z powodu niewydolności serca i zapalenia płuc w wieku 87 lat.

## Życie prywatne

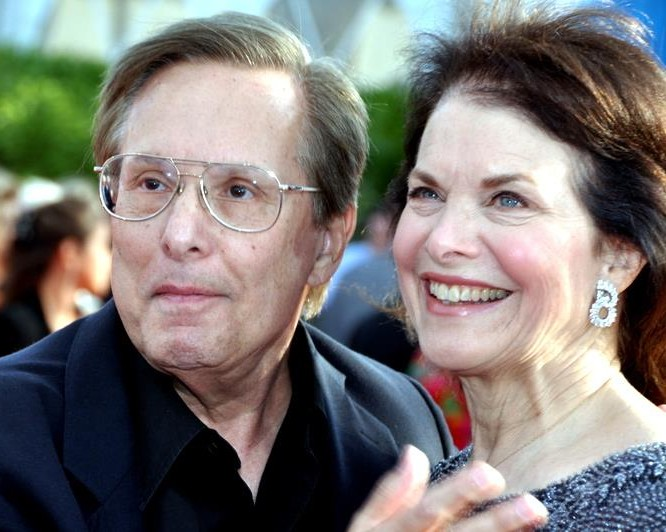
William Friedkin i jego żona Sherry Lansing (2012)

William David Friedkin był synem Rachael (z domu Green), pielęgniarki, i Louisa Friedkina, marynarza handlowego, sprzedawcy odzieży męskiej i półprofesjonalnego gracza w softball. Jego ojciec urodził się w Illinois w USA w rodzinie rosyjskich Żydów, a matka była żydowską emigrantką z Ukrainy, która urodziła się w Kijowie.
Był czterokrotnie żonaty. Na początku lat 70. związany był z Kitty Hawks (ur. 1946), córką reżysera Howarda Hawksa. W latach 1972–76 pozostawał w nieformalnym związku z tancerką i choreografką Jennifer Nairn-Smith, z którą miał syna Cedrica (ur. 1976). 8 lutego 1977 zawarł związek małżeński z francuską aktorką Jeanne Moreau. W 1979 doszło do rozwodu. W latach 1982–1985 jego drugą żoną była aktorka Lesley-Anne Down, z którą miał syna Jacka Anthony’ego (ur. 30 sierpnia 1982). Związek małżeński z dziennikarką Kelly Lange trwał od 7 czerwca 1987 do 1990 roku. 6 lipca 1991 poślubił producentkę filmową Sherry Lansing.
Friedkin wychował się jako Żyd, ale w późniejszym życiu nazwał siebie agnostykiem.

## Filmografia

### Filmy kinowe
| Rok  | Tytuł                                                                | Reżyser | Scenarzysta   | Producent |
| ---- | -------------------------------------------------------------------- | ------- | ------------- | --------- |
| 1967 | Dobre czasy (Good Times)                                             | T       | niewymieniony |           |
| 1968 | Przyjęcie urodzinowe (The Birthday Party)                            | T       |               |           |
| 1968 | Noc, w którą zamordowano Minsky’ego (The Night They Raided Minsky’s) | T       |               |           |
| 1970 | The Boys in the Band                                                 | T       |               |           |
| 1971 | Francuski łącznik (The French Connection)                            | T       | niewymieniony |           |
| 1973 | Egzorcysta (The Exorcist)                                            | T       |               |           |
| 1977 | Cena strachu (Sorcerer)                                              | T       | niewymieniony | T         |
| 1979 | Skok na Brinka (The Brink’s Job)                                     | T       |               |           |
| 1980 | Zadanie specjalne (Cruising)                                         | T       | T             | T         |
| 1983 | Układ stulecia (Deal of the Century)                                 | T       |               |           |
| 1985 | Żyć i umrzeć w Los Angeles (To Live and Die in L.A.)                 | T       | T             |           |
| 1987 | Szaleństwo (Rampage)                                                 | T       | T             | T         |
| 1990 | Opiekunka (The Guardian)                                             | T       | T             |           |
| 1994 | Drużyna asów (Blue Chips)                                            | T       |               |           |
| 1995 | Jade                                                                 | T       | niewymieniony |           |
| 2000 | Regulamin zabijania (Rules of Engagement)                            | T       |               |           |
| 2003 | Nożownik (The Hunted)                                                | T       |               |           |
| 2007 | Fobia (Bug)                                                          | T       | T             |           |
| 2011 | Zabójczy Joe (Killer Joe)                                            | T       |               |           |
| 2023 | The Caine Mutiny Court-Martial                                       | T       | T             |           |

### Filmy TV
| Rok  | Tytuł                                               |
| ---- | --------------------------------------------------- |
| 1986 | KOT. Squad (C.A.T. Squad)                           |
| 1988 | KOT. Squad: Python Wolf (C.A.T. Squad: Python Wolf) |
| 1994 | Jailbreakers                                        |
| 1997 | Dwunastu gniewnych ludzi (12 Angry Men)             |

### Seriale
| Rok  | Tytuł                                                              | Odcinek                |
| ---- | ------------------------------------------------------------------ | ---------------------- |
| 1965 | Spotkanie z Alfredem Hitchcockiem (The Alfred Hitchcock Hour)      | „Off Season”           |
| 1967 | The Pickle Bros.                                                   | pilot                  |
| 1985 | The Twilight Zone                                                  | „Nightcrawlers”        |
| 1992 | Opowieści z krypty (Tales from the Crypt)                          | „On a Deadman’s Chest” |
| 2007 | CSI: Kryminalne zagadki Las Vegas (CSI: Crime Scene Investigation) | „Cockroaches”          |
| 2009 | CSI: Kryminalne zagadki Las Vegas (CSI: Crime Scene Investigation) | „Mascara”              |

## Nagrody
| Rok  | Nagroda                                             | Kategoria                         | Film                     |
| ---- | --------------------------------------------------- | --------------------------------- | ------------------------ |
| 1972 | Złoty Glob                                          | Najlepsza reżyseria               | Francuski łącznik (1971) |
| 1972 | Nagroda Akademii Filmowej                           | Najlepsza reżyseria               | Francuski łącznik (1971) |
| 1974 | Złoty Glob                                          | Najlepsza reżyseria               | Egzorcysta (1973)        |
| 1991 | Nagroda Saturn                                      | Nagroda pamięci George’a Pala     | –                        |
| 1999 | Nagroda Saturn                                      | Nagroda Prezydenta                | –                        |
| 2006 | 59. MFF w Cannes                                    | Nagroda FIPRESCI                  | Robak (2006)             |
| 2007 | Międzynarodowy Festiwal Filmowy w Monachium         | Nagroda CineMerit                 | –                        |
| 2007 | Kataloński Międzynarodowy Festiwal Filmowy w Sitges | Nagroda honorowa wehikułu czasu   | –                        |
| 2009 | Międzynarodowy Festiwal Filmowy w Locarno           | Lampart honoru                    | –                        |
| 2011 | 68. MFF w Wenecji                                   | Złota Mysz                        | Zabójczy Joe (2011)      |
| 2013 | Nagroda Saturn                                      | Nagroda za całokształt twórczości | –                        |
| 2013 | 70. MFF w Wenecji                                   | Honorowy Złoty Lew                | –                        |

## Publikacje
- William Friedkin: The Friedkin Connection: A Memoir. HarperCollins, 2013. ISBN 978-0-06-177512-3.
- William Friedkin: Conversations at the American Film Institute With the Great Moviemakers: The Next Generation. George Stevens, Jr., 2012. ISBN 978-0-307-27347-5.